# الکسی گوبارف
الکسی گوبارف (به انگلیسی: Aleksei Gubarev) فضانورد اهل اتحاد شوروی بود که در ۲۹ مارس ۱۹۳۱ در گواردیتسی زاده شد. وی در مأموریت‌های سایوز ۱۷ و سایوز ۲۸ حضور داشت.